# Elettrotreni SFSM ETR 001-118
Gli elettrotreni SFSM ETR 001 ÷ 118 sono un gruppo di elettrotreni italiani articolati a tre casse, a scartamento ridotto, che fanno servizio per le linee Vesuviane gestite dall'EAV, nell'area metropolitana di Napoli. 
Il gruppo è composto da due serie, di cui la prima, denominata FE 220, comprende gli elettrotreni immatricolati tra il 1971 e il 1979 con la numerazione ETR 001 ÷ 085, mentre la seconda, denominata T 21, comprende gli elettrotreni immatricolati nel 1991 con la numerazione ETR 086 ÷ 118. 
La serie T 21 costituisce un miglioramento della precedente FE 220, da cui differisce per la diversa estetica del frontale, verticale e non più obliquo, legata alla modifica della cabina di guida per renderla più confortevole.

## Storia

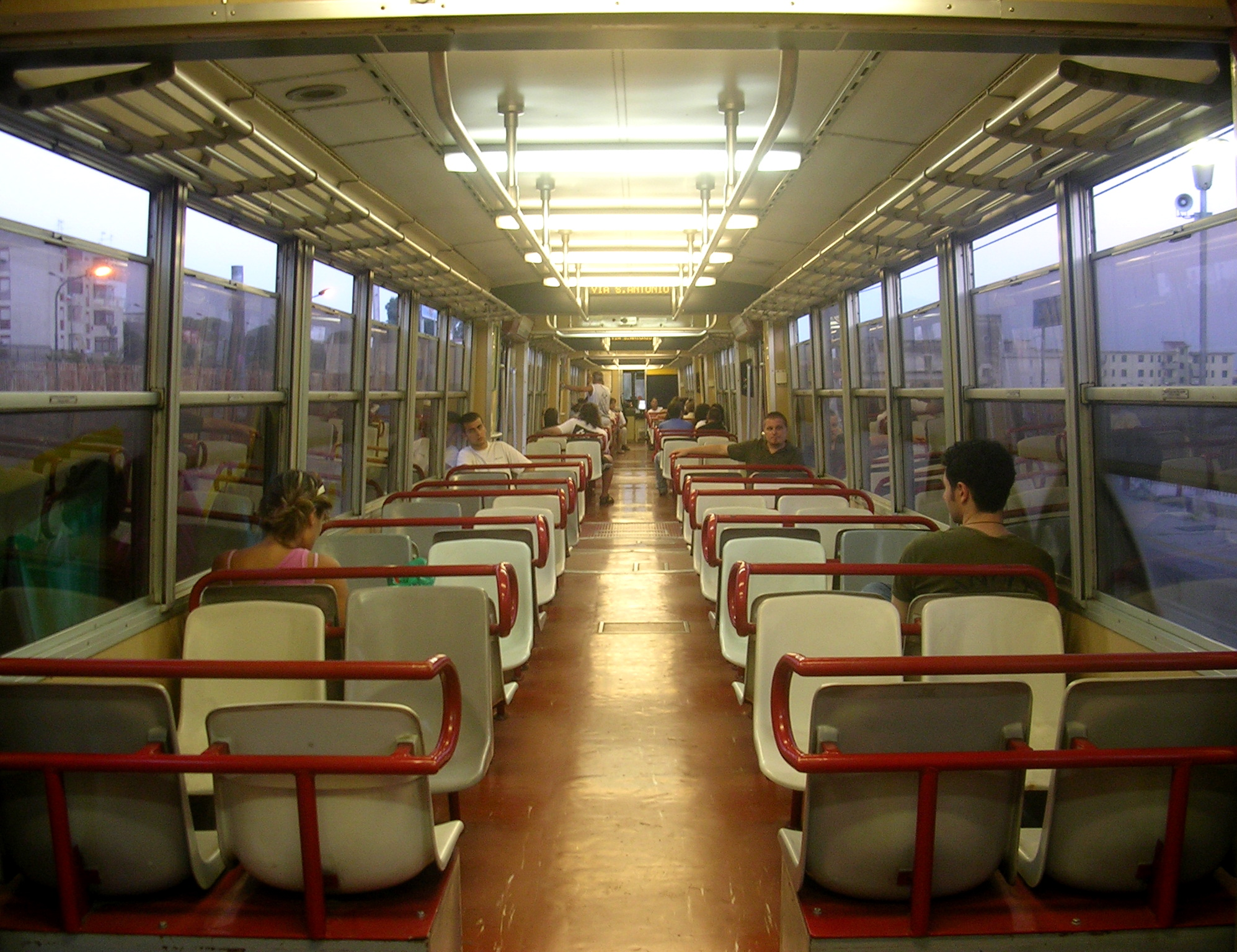
Interno carrozze

Il convoglio, al tempo molto avanzato tecnicamente, nacque allo scopo di rinnovare il parco rotabili, sostituendo sia il vecchio materiale ordinario che le vecchie elettromotrici sulle linee metropolitane e suburbane della ferrovia Circumvesuviana di Napoli. Il progetto venne elaborato dalla Ansaldo dando luogo, tra 1971 e 1974, alla fornitura di 70 moderni elettrotreni a tre casse integrate, immatricolati nel parco SFSM come ETR 001 ÷ 070, seguiti tra 1978 e 1979 da un'ulteriore fornitura di 15 elettrotreni, immatricolati ETR 071 ÷ 085, praticamente identici ai precedenti.

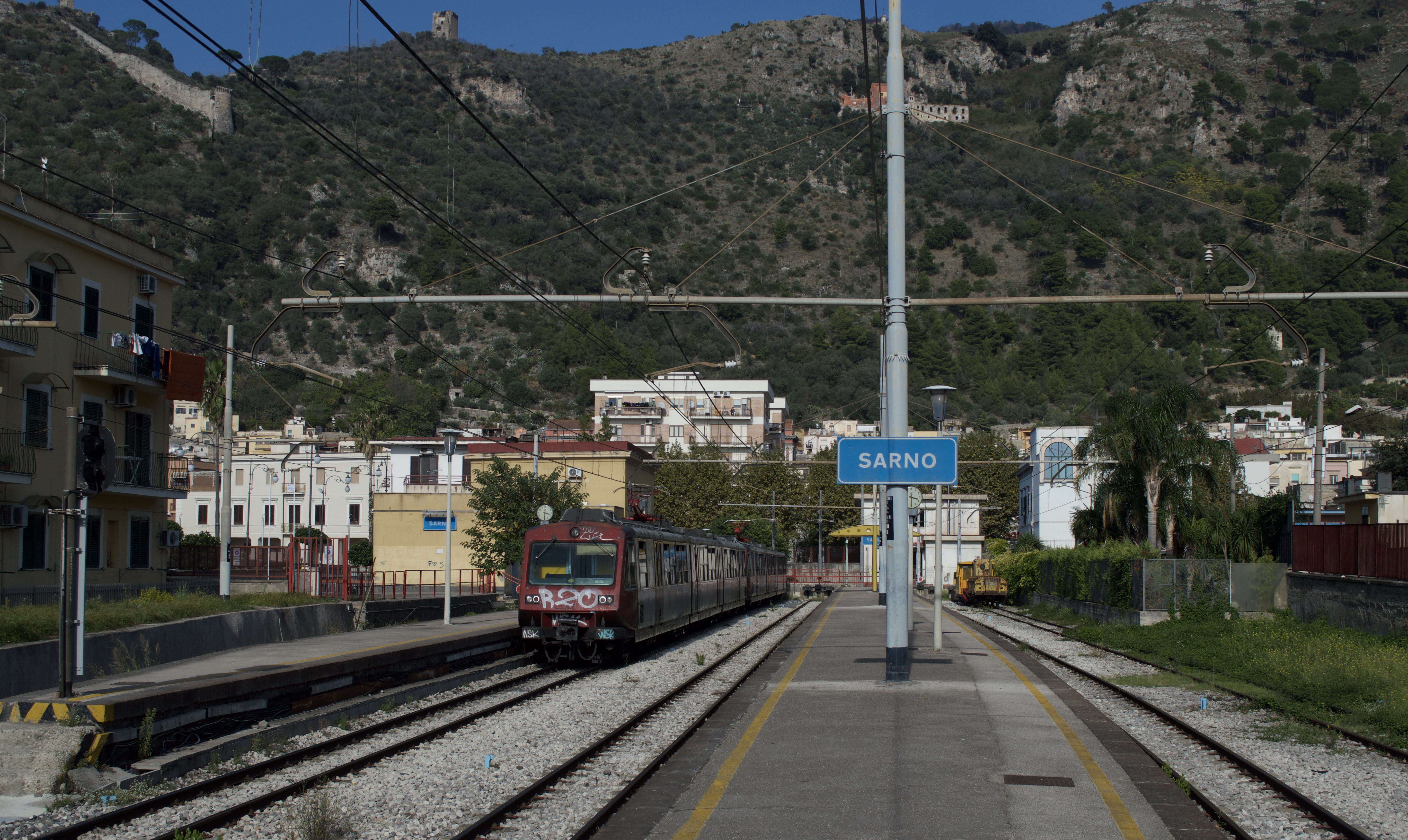
Elettrotreno ETR 027 e 054 alla stazione di Sarno

Tra il 1989 e il 1993 entrò gradualmente in servizio la nuova serie T 21 di 35 elettrotreni, con caratteristiche simili ai precedenti (serie FE 220), rispetto ai quali furono introdotte numerose modifiche e migliorie. I nuovi elettrotreni furono immatricolati ETR 086 ÷ 118 ed ETR 022 e 041, questi ultimi in sostituzione di due unità andate distrutte per incendio.
Tra il 2019 ed il 2021, in un più ampio progetto di rinnovamento del parco rotabile, 15 tra i modelli della serie T 21 del 1989 sono stati sottoposti a revamping. Il rifacimento include, oltre all'utilizzo della nuova livrea rossa e blu notte EAV, gestore delle infrastrutture e del servizio dal 2012, nuovi posti a sedere ed un vano apposito che permette la disposizione di una carrozzella per disabili.

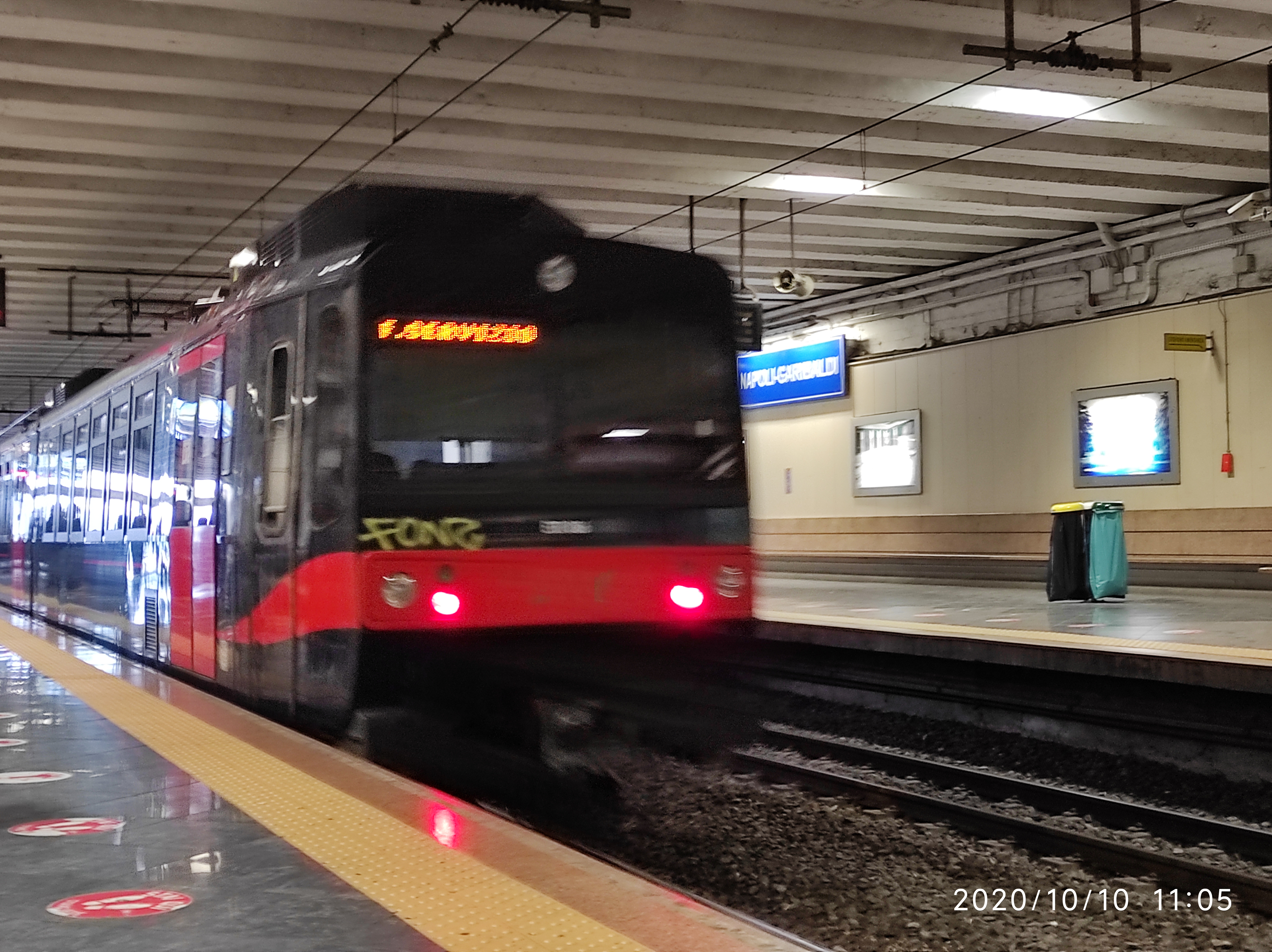
Un treno della serie T 21 sottoposto a revamping tra il 2019 ed il 2020 in transito nella stazione di Napoli Garibaldi

Nel 2023, in seguito alla vittoria da parte del Napoli del campionato di calcio, l'EAV ha deciso di utilizzare una nuova livrea celebrativa su alcuni treni della prima serie FE 220. L'iniziativa ha reso omaggio all'artista napoletano Massimo Troisi: i convogli sono stati rinominati citando titoli di varie sue pellicole, tra cui Ricomincio da tre e Scusate il ritardo.
In contemporanea è anche iniziato il restyling estetico di 12 treni sempre della prima serie, che ha portato i convogli ad assumere nuovamente l'originale livrea bianco e rossa senza la presenza di graffiti e con il logo EAV sulle fiancate e sul frontale ad affiancare il vecchio logo CircumVesuviana.
In occasione delle feste natalizie dello stesso anno, EAV ha rinnovato la livrea di un convoglio della serie grazie all'aiuto dell'artista Ciro Iacomino, in arte Pluto.

## Caratteristiche
Gli elettrotreni funzionano a corrente continua a 1.500 volt. Il circuito di controllo della potenza è ad azionamento ad avviamento reostatico.
Il convoglio è a tre casse inscindibili articolate montate su 4 carrelli di cui quelli interni sono di trazione e i due estremi portanti. La struttura del rotabile è interamente in lega leggera con profilati estrusi di alluminio. Le apparecchiature elettriche sono montate nei sottocassa cosi come i reostati di trazione.
Ogni convoglio è accoppiabile a comando multiplo fino a tre unità, mediante accoppiatori automatici.